# Luis Chauca
Luis Pascual Chauca Navarro (Pucusana, 17 de mayo de 1960-Pucusana, 28 de junio de 2020) fue un administrador y político peruano. Fue alcalde del distrito de Pucusana desde enero del 2019 hasta su fallecimiento en junio del 2020.

## Biografía
Nació en el distrito de Pucusana, ubicado en la ciudad de Lima, el 17 de mayo de 1960. Fue hijo de Manuel Chauca Valcazar y de Margarita Navarro de Chauca.
Cursó sus estudios primarios en su localidad natal y los secundarios en la Gran Unidad Escolar Melitón Carbajal en el distrito de Lince la ciudad de Lima. Entre 1982 y 1986 cursó estudios superiores de administración en la Universidad Inca Garcilaso de la Vega.

## Carrera política
Su primera participación política fue en las elecciones municipales del 2006 cuando fue candidato por el Partido Aprista Peruano a la alcaldía del distrito de Pucusana sin éxito. Misma situación se dio en las elecciones del 2014.

### Alcalde de Pucusana
En 2017 se afilió al partido Alianza para el Progreso de César Acuña y postuló nuevamente en las elecciones del 2018, donde luego fue elegido como alcalde de Pucusana para el periodo 2019-2022.

## Fallecimiento
Tras contagiarse del COVID-19 durante la pandemia en el Perú, Luis Chauca falleció el 28 de junio del 2020. En el cargo municipal fue reemplazado por Víctor Espinoza Peña.